# 9527 Sherrypervan
A 9527 Sherrypervan (ideiglenes jelöléssel (9527) 1981 EH23) a Naprendszer kisbolygóövében található aszteroida. Schelte J. Bus fedezte fel 1981. március 3-án.